# Terminal Rodoviario de Rancagua
La Terminal Rodoviario de Rancagua es la principal terminal de buses interurbanos de la ciudad de Rancagua, en Chile. Se encuentra en la calle Doctor Salinas 1165, frente al Mercado Modelo de Rancagua. El terminal sirve como hub y principal estación para la flota de buses de Trans O'Higgins.

## Estructura
Inaugurado en el año 1996, cuenta con un centro comercial dentro de las instalaciones, el cual cuenta con muchos negocios locales, fuentes de soda, y una sección dedicada a la venta de flores debido a su cercanía al Cementerio de Rancagua. Además, el centro comercial Rodoviario tiene en sus dependencias una farmacia(Farmacia Cruz Verde), una sucursal de banco (Banco Estado), y un supermercado (Unimarc). 

## Recorridos rurales
Hacia y desde las áreas cercanas a Rancagua existen trece líneas de buses que transitan a través de cada uno de los sectores de la región (San Francisco-Rancagua, Graneros-Rancagua, Oriente-Norte, Machalí-Rancagua, Coya-Rancagua, Vía Rural 5 Sur Quinta de Tilcoco, Vía Rural 5 Sur San Vicente de Tagua Tagua, Vía Rural 5 Sur San Fernando, Coinco-Rancagua, Olivar-Rancagua, Sextur - Lago Rapel, Las Cabras-Rancagua y Rojo Norte). Todos estos autobuses son verdes y gris de acuerdo a la licitación, y sus rutas se señalan en la parte superior del parabrisas con colores y números diferentes. 
| 1000 | San Francisco - Rancagua                   |
| 2000 | Graneros - Rancagua                        |
| 3000 | Oriente - Norte                            |
| 4000 | Machalí - Rancagua                         |
| 5000 | Coya - Rancagua                            |
| 6000 | Vía Rural 5 Sur Quinta de Tilcoco          |
| 7000 | Vía Rural 5 Sur San Vicente de Tagua Tagua |

| 8000  | Vía Rural 5 Sur San Fernando |
| 9000  | Coinco - Rancagua            |
| 10000 | Olivar - Rancagua            |
| 11000 | Sextur - Lago Rapel          |
| 12000 | Las Cabras - Rancagua        |
| 13000 | Rancagua Rural               |

#### Situación actual
Una parte de las empresas que prestan servicios rurales han abandonado los colores asignados para los servicios que han prestado desde que formaron parte de Trans O'Higgins. Algunas líneas que sufrieron cambios son las siguientes:
| Servicio anterior | Línea anterior        | Colores anteriores | Servicio actual | Colores actuales         |
| ----------------- | --------------------- | ------------------ | --------------- | ------------------------ |
| 2000              | Graneros - Rancagua   | Verde y gris       | Red Norte       | Azul y celeste           |
| 6000              | Vía Rural 5 Sur       | Verde y gris       | Galbus          | Verde y celeste          |
| 7000              | Vía Rural 5 Sur       | Verde y gris       | Galbus          | Verde y celeste          |
| 8000              | Vía Rural 5 Sur       | Verde y gris       | Galbus          | Verde y celeste          |
| 11000             | Sextur - Lago Rapel   | Verde y gris       | Sextur          | Verde, amarillo y blanco |
| 12000             | Las Cabras - Rancagua | Verde y gris       | Sextur          | Verde, amarillo y blanco |
| 13000             | Rancagua Rural        | Verde y gris       | Red Norte       | Azul y celeste           |

## Recorrido de colectivos
Los colectivos, como son conocidos en la ciudad de Rancagua, sirven como un transporte similar al de un taxi, pero en este caso son interurbanos, dentro de los alrededores del Gran Rancagua. Están ubicados en el sector oriente del Rodoviario, teniendo salida directa a la calle por Bombero Ruiz Díaz. 
Hay colectivos a Peumo, Las Cabras, San Vicente de Tagua Tagua, Machalí, Coya, La Punta, Codegua, Graneros, Doñihue, Coltauco, Quinta de Tilcoco, Guacarhue, Rengo, Olivar, Coinco, Requínoa y muchos otros destinos dentro de la provincia de Cachapoal.